# PowerJet

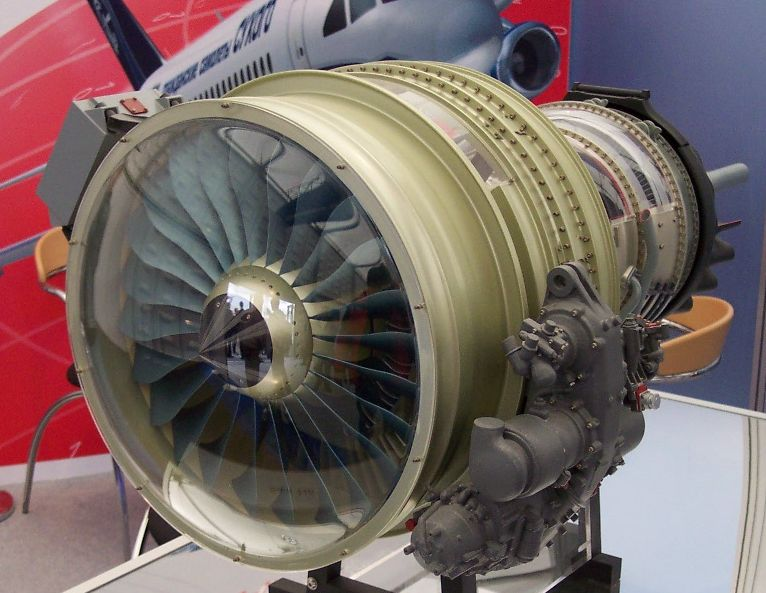
Modell eines Powerjet SaM 146

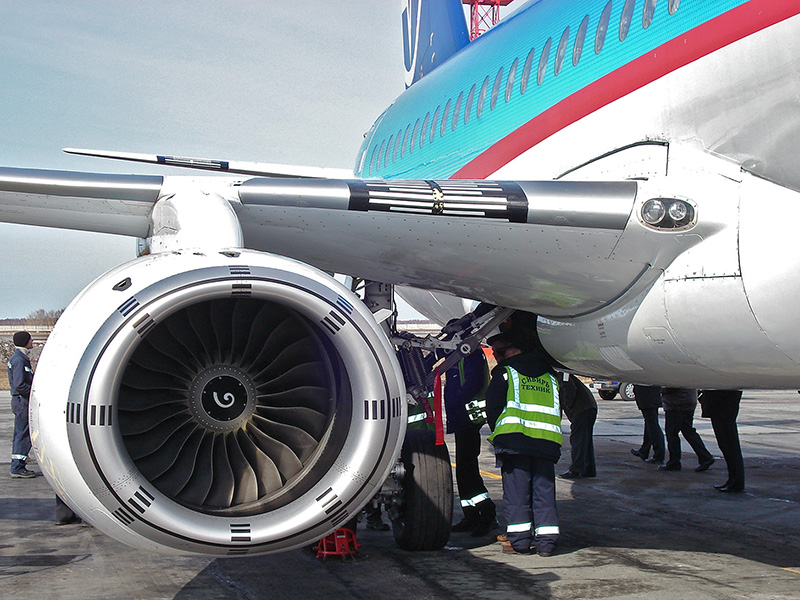
PowerJet eines Suchoi Superjets 100

PowerJet ist ein Strahltriebwerkshersteller, der von der Snecma und NPO-Saturn gemeinsam gegründet wurde. Er besteht aus einem französischen Ableger der PowerJet SA und einem russischen Ableger, der Powerjet ZAO. Sitz des Unternehmens ist Paris. CEO ist Michel Déchelotte (* 1946). Ziel ist die Herstellung des Triebwerks PowerJet SaM146 für das Passagierflugzeug Suchoi Superjet 100. Dazu wurde das Unternehmen am 21. Juli 2004 gegründet. Es ist Grundlage des Kooperationsvertrages, keine Triebwerke mit einer Schubkraft über 82,3 kN anzubieten, um dem CFM56 keine Konkurrenz zu machen.
Dabei wird von der Snecma der Triebwerkskern mit dem Hochdruckteil sowie das FADEC geliefert. NPO-Saturn baut den Niederdruckteil inklusive Fan sowie Steuerungs- und Nebenaggregate. Die Endmontage soll bei NPO-Saturn stattfinden. Für Testläufe des neuen Triebwerks wurde ein Teststand gebaut, an dem sämtliche Prüfläufe durchgeführt werden können.
Das LII baut für Flugversuche eine Iljuschin Il-76 um. Dabei wird eines der vier D30-KP-2-Triebwerke durch eine SaM146 ersetzt. Es sollen zwei Testreihen erflogen werden, eine in Schukowski und eine in Istres, wo sich das Flugversuchszentrum von Snecma befindet.
Das Fan-Triebwerk soll in zwei Leistungsstufen angeboten werden, die sich nur durch die Steuersoftware unterscheiden. Erste Vorserienmuster sollten im Sommer 2006 bereitstehen.